# Peter Thorneycroft
George Edward Peter Thorneycroft, baron Thorneycroft (26 juillet 1909 - 4 juin 1994) est un homme politique conservateur britannique.

## Biographie

### Jeunesse
Né à Dunston, dans le Staffordshire, il est le fils du major George Edward Mervyn Thorneycroft et de Dorothy Hope Franklyn et le petit neveu de Henry Fowler (1er vicomte Wolverhampton). Il est le petit-fils de Sir William Franklyn (général) (en) et le neveu de Sir Harold Franklyn . Il fait ses études au Collège d'Eton et à l'Académie royale militaire de Woolwich. Il est commissionné dans l'artillerie royale en tant que sous-lieutenant le 29 août 1929 et démissionne de sa commission le 1er juillet 1931. En 1933, il est admis au barreau à Inner Temple.

## Vie publique
Il est élu au Parlement lors de l'élection partielle de Stafford en 1938, pour l'arrondissement de Stafford. Il est reclassé dans l'artillerie royale dans son grade précédent le 30 août 1939. Pendant la Seconde Guerre mondiale, il sert avec l'Artillerie royale et l'état-major. Avec d'autres membres du comité de réforme conservateur, Thorneycroft presse son parti d'appuyer le rapport Beveridge.
Il sert dans le gouvernement intérimaire conservateur de 1945 en tant que secrétaire parlementaire du ministère des Transports de guerre. Aux élections générales de 1945, il perd son siège au profit de son adversaire travailliste, Stephen Swingler, mais il est réélu aux élections partielles de Monmouth en 1945, quelques mois plus tard .
Tout au long de la fin des années 1940, Thorneycroft travaille assidûment pour rénover le Parti conservateur après sa défaite désastreuse lors des élections générales de 1945. Son opposition au prêt anglo-américain aux Communes lui vaut une réputation de débatteur parlementaire et, lorsque les conservateurs sont revenus au pouvoir après les élections générales de 1951, il est nommé président de la Chambre de commerce. Il contribue à persuader le gouvernement en 1954 d'abandonner le soutien du parti au protectionnisme et d'accepter l'Accord général sur les tarifs douaniers et le commerce .

### Chancellerie
Le soutien de Thorneycroft à Harold Macmillan dans sa candidature pour le poste de Premier ministre en 1957 conduit à sa nomination comme chancelier de l'Échiquier un des postes les plus élevés du gouvernement. Il démissionne en 1958, ainsi que deux ministres du Trésor subalternes, Enoch Powell et Nigel Birch, en raison de l'augmentation des dépenses publiques. Macmillan, lui-même ancien chancelier, fait une remarque célèbre et très citée selon laquelle les démissions n'étaient que "de petites difficultés locales". En réalité, Macmillan était profondément préoccupé par les effets possibles de la démission de Thorneycroft. Rétrospectivement, Thorneycroft a mis en doute la sagesse de sa démission, disant que "nous avons probablement pris position trop tôt".

### Fin de carrière politique
Thorneycroft est revenu au Cabinet en 1960, lorsqu'il est nommé ministre de l'Aviation par Macmillan. En 1962, il est promu ministre de la Défense. Il conserve le poste après le remplacement de Macmillan par Sir Alec Douglas-Home ; puis en avril 1964, le poste est combiné avec celui de premier lord de l'Amirauté, secrétaire d'État à la Guerre et secrétaire d'État à l'Air en tant que secrétaire d'État à la Défense. À la Défense, Thorneycroft joue un rôle central dans la crise du détroit de la Sonde, en s'opposant d'abord au passage du porte-avions HMS Victorious à travers le détroit de la Sonde revendiqué par l'Indonésie au plus fort de l'affrontement Indonésie-Malaisie en août et septembre 1964 .
Après la défaite du gouvernement en 1964, Thorneycroft est secrétaire d'État à la Défense de l'ombre sous Alec Douglas-Home, avant d'être nommé Secrétaire d'État à l'Intérieur du cabinet fantôme par Edward Heath l'année suivante. Thorneycroft perd son siège aux élections générales de 1966 et est élevé à la pairie comme pair à vie en tant que baron Thorneycroft, de Dunston dans le comté de Stafford le 4 décembre 1967.
Thorneycroft est un fervent partisan de la politique monétariste de Margaret Thatcher, et elle l'a nommé président du Parti conservateur en 1975. Il occupe ce poste jusqu'en 1981.
Il est connu comme aquarelliste amateur et a tenu des expositions. Winston Churchill, quand il a été informé de l'intérêt de Thorneycroft, a déclaré: "Chaque ministre doit avoir son vice. La peinture vous appartiendra " .
Il est nommé à l'Ordre des Compagnons d'honneur (CH) lors des honneurs du Nouvel An 1980.

## Vie privée
Après son premier mariage avec Sheila Wells Page et son divorce, il épousa Carla, Contessa Roberti (plus tard connue sous le nom de Lady Thorneycroft) en 1949. Il a un fils par sa première femme et une fille par sa deuxième femme.

## Distinctions
- membre de l'Ordre des compagnons d'honneur (31 décembre 1979)